# Tim Stapleton
Tim Stapleton (ur. 19 lipca 1982 w La Grange, Illinois) – amerykański hokeista, reprezentant USA.

## Kariera
- Fenwick High (1996–1998)
- Chicago Chill (1998–2000)
- Green Bay Gamblers (2000–2002)
- Univ. of Minnesota-Duluth (2002–2006)
- Portland Pirates (2006)
- Jokerit (2006–2008)
- Toronto Marlies (2008–2009)
  -  Toronto Maple Leafs (2008–2009)
- Atlanta Thrashers (2009–2011)
  -  Chicago Wolves (2009–2011)
  -  San Antonio Rampage (2010)
- Winnipeg Jets (2011–2012)
- Dynama Mińsk (2012–2013)
- Ak Bars Kazań (2013–2014)
- Nieftiechimik Niżniekamsk (2014)
- Mietałłurg Magnitogorsk (2014-2015)
- EHC Biel (2015)
- HC Lugano (2015-2016)
- Färjestad BK (2016)
- Spartak Moskwa (2016-2017)
- EHC Olten (2017-2018)
- ERC Ingolstadt (2018)

Od lipca 2012 do maja 2013 zawodnik Dynama Mińsk. Od czerwca 2013 zawodnik Ak Barsu Kazań, związany dwuletnim kontraktem. W lipcu 2014 odszedł z klubu. Od lipca 2014 zawodnik Nieftiechimika Niżniekamsk. Od połowy grudnia 2014 zawodnik Mietałłurga Magnitogorsk. Od kwietnia do listopada 2015 zawodnik szwajcarskiego klubu EHC Biel. Od listopada 2015 zawodnik HC Lugano. Od sierpnia do listopada 2016 zawodnik szwedzkiego Färjestad BK. Od końca listopada 2016 zawodnik Spartaka Moskwa. Od kwietnia 2017 do końca tego roku zawodnik EHC Olten. Od stycznia do marca 2018 był zawodnikiem ERC Ingolstadt.
W barwach USA uczestniczył w turniejach mistrzostw świata w 2011, 2013, 2014.

## Sukcesy
Reprezentacyjne
- Brązowy medal mistrzostw świata: 2013

Klubowe
- Srebrny medal mistrzostw Finlandii: 2007 z Jokeritem

Indywidualne
- SM-liiga (2006/2007):
  - Trzecie miejsce w klasyfikacji strzelców w fazie play-off: 6 goli[18]
  - Drugie miejsce w klasyfikacji kanadyjskiej w fazie play-off: 10 punktów[19]
- SM-liiga (2007/2008):
  - Drugie miejsce w klasyfikacji strzelców w sezonie zasadniczym: 29 goli[20]
  - Piąte miejsce w klasyfikacji kanadyjskiej w sezonie zasadniczym: 62 punkty[21]
  - Pierwsze miejsce w klasyfikacji strzelców w fazie play-off: 9 goli[22]
  - Trzecie miejsce w klasyfikacji kanadyjskiej w fazie play-off: 17 punktów[23]
- KHL (2012/2013):
  - Mecz Gwiazd KHL (wybrany wtórnie po odejściu grupy zawodników do ligi NHL)[24]
  - Czwarte miejsce w klasyfikacji strzelców w sezonie zasadniczym: 24 gole